# Brachyolene brunnea
Brachyolene brunnea là một loài bọ cánh cứng trong họ Cerambycidae.